# Joseph Tomelty
Joseph Tomelty, född 5 mars 1911 i Portaferry, Nordirland, död 7 juni 1995 i Belfast, var en irländsk skådespelare och dramatiker.

## Rollista i urval
- 1947 – En natt att leva
- 1952 – Svindlande rymder
- 1953 – Hin Håle i högform
- 1954 – Vad kvinnan vill
- 1955 – Guld från Berlin
- 1956 – Moby Dick
- 1958 – Titanics undergång
- 1960 – Det perfekta inbrottet
- 1963 – Den blodiga striden